# Kiss Bálint (lelkész)
Kiss Bálint vagy Kis Bálint (Vésztő, 1772. december 9. – Szentes, 1853. március 25.) református lelkész, történész, pedagógus, a Magyar Tudós Társaság levelező tagja. Sokoldalú szakírói munkásságából különösen a magyar őstörténetre vonatkozó kutatásai és néprajzi jelentőségű feljegyzései emelkednek ki. Kiss Bálint (1802–1868) festőművész apja.

## Életútja
A debreceni református kollégiumban folytatott teológiai tanulmányokat. 1795-től 1798-ig a vésztői népiskola rektora volt, majd 1798–1799-ben a jenai egyetem előadásait hallgatta. Útban hazafelé rövidebb tanulmányutat tett a Német-római Birodalomban, főként annak csehországi és ausztriai részében. Ezt követően több mint ötven esztendőn át, 1799-től haláláig a szentesi református eklézsia lelkésze volt. Ezzel párhuzamosan 1835-től Csongrád vármegye táblabírájaként, 1836-tól a békés–bánáti református egyházmegye espereseként és iskolai felügyelőként is tevékenykedett.

## Munkássága
Lelkészi tevékenysége mellett sokrétű érdeklődés jellemezte, pályája során írt történelmi, helytörténeti, egyháztörténeti, teológiai, néprajzi, nyelvészeti és mezőgazdaság-tudományi munkákat. Bekapcsolódott a korban virágkorát élő őstörténeti mozgalomba, s kísérletet tett a magyarok régmúltjának és korai művelődéstörténetének összefoglalására (Magyar régiségek, 1839). Ebben a munkájában 18. század végi népi műveltségelemek, főként a pásztor- és parasztviseletek analógiáján következtetett az ősi anyagi kultúra egyes elemeire. Főként helytörténeti és gazdasági témájú írásaiban számos, a korabeli dél-alföldi népélet megismerését segítő néprajzi adalék található. A békés–bánáti református egyházmegye történetéről 1836-ban írott, kéziratban maradt munkáját 1992-ben adták ki. Nyelvészeti írásaiban, nyelvtörténeti és etimológiai fejtegetéseiben nem tudott elszakadni a korra részben jellemző délibábos nyelvészkedéstől. 1817-ben megjelent, A szentesi vas-eke lerajzolása és elkészítése módjának előadása című munkájában ismertette saját eketalálmányát.
A Szentesi Református Ekklézsia Históriája egyik szerzője. A Takács Edit főlevéltáros munkája nyomán közzétett forráskiadványban az 1765 és 1825 közötti események az ő kézírásával lettek megörökítve.
Mindezeken túl jelentős volt pedagógusi tevékenysége is. A 19. század első évtizedeiben széles körben használták az általa írt református népiskolai tankönyveket, de ismeretterjesztő és oktatófüzeteket írt a földművesek és a nők számára is.

## Társasági tagságai és elismerései
Őstörténeti munkáiért 1839-ben a Magyar Tudós Társaság levelező tagjává választották.

## Főbb művei
- Kis agenda, az urvacsorával élni szándékozó fiúk és leányok számára. 1815
- Erkölcstudomány, röviden előadva. Pest, 1816
- Helvét hitvallást követő békés-bánsági egyházvidék vallási, polgári, tudomány- és földleírási története I–IV. Pest, 1829
- Magyar régiségek I–III. Pest, 1839. REAL-EOD
- Első évi oktató, az írás, olvasás és rajzolás kezdetének ABC-jével (Pest, 1844 és 1847). (PDF). e-Könyvtár Szentes
- Nőitan, vagy az asszonyi nevezetesebb munkák és kötelességek tudománya: Falusi leányok és fiatal asszonyok haszonvételére. (Pest, 1846). (PDF). e-Könyvtár Szentes
- Falusi földmívelőket oktató. - másolat (Pest, 1846). (PDF). e-Könyvtár Szentes
- A természeti és keresztyén vallás életre ható főbb részei. (Kecskemét, 1851). (PDF). e-Könyvtár Szentes
- Népszerű innepi egyházi beszédek szószékre és magán hívek saját házi használatukra. Debreczen, 1852 Online
- A békés-bánáti református egyházmegye története. Szerk. Gilicze László, Kormos László. Békéscsaba–Szeged, 1992

## Emlékezete
- Az 1853. március 29-i temetésén elhangzottakat[2] - köztük értékes életrajzi adalékokkal - még az évben kinyomtatták.
- Síremléke[3] Szentesen a Szeder-temetőben található[4]
- Az Egyház Zoó János rajztanárral (ifj. Kiss Bálint festőművész tanítványával) megfestette életnagyságú portréját, amelynek ünnepélyes leleplezésére 1881. október 23-án került sor az egyháztanács termében
- Szentesen 1906-ban utcát[5] neveztek el róla (előző neve: Templom utca)
- Szülővárosában, Vésztőn a református általános iskola az ő nevét viseli
- A Szentesi Református Általános Iskola[6] 1993-ban felvette a nevét
- Szentes Város Önkormányzata halálának 150. évfordulóján, 2003-ban emléktáblát avatott[7] az általa építtetett lelkészlak falán

## További irodalom
- Toldy Ferenc: Emlékbeszéd Kiss Bálintról. Pest, 1855
- Imre Ernő: Isten szolgája népe szolgálatában - Kiss Bálint (1772-1853). Theológiai Szemle / e-Könyvtár Szentes, 1963
- Filep Antal: Az alföldi népéletkutatás úttörője, Kiss Bálint. in: A Szolnok Megyei Múzeumok Évkönyve 1973
- Csőregh Éva: Tudomány vására: Egy 19. századi lelkész-polihisztor-népoktató hagyatékából. in: Világosság 1982
- Filep Antal: A két Kiss Bálint emlékezete Szentesen. in: Békési Élet 1988
- Kiss Bálint. Szentes helyismereti kézikönyve - Tanulmányok), 2000
- Kovách Péter - Mód László: Kiss Bálint életútja. Szentesi Élet, 2004. augusztus 13.
- Labádi Lajos: 240 éve született Kiss Bálint református lelkipásztor (I - VII.)

1. A jénai egyetem után Szentest választotta, 2012. december 7.
2. Az oktatás színvonalának emelése, 2013. január 25.
3. A gazdasági reformer és technikai újító, 2013. február 1.
4. Találmányaival megelőzte korát, 2013. február 8.
5. Új típusú tankönyveket írt, 2013. február 15.
6. Tudós társaságok tagjává választották, 2013. február 22.
7. „Bort keveset, azt is leginkább vízzel elegyítve ittam”, 2013. március 1.

- Labádi Lajos: 160 éve hunyt el Kiss Bálint református lelkipásztor. Szentesi Élet, 2013. március 22.
- Kiss Bálint református lelkipásztor élete és munkássága (1772-1853). e-Könyvtár Szentes, 2015

## Képgaléria

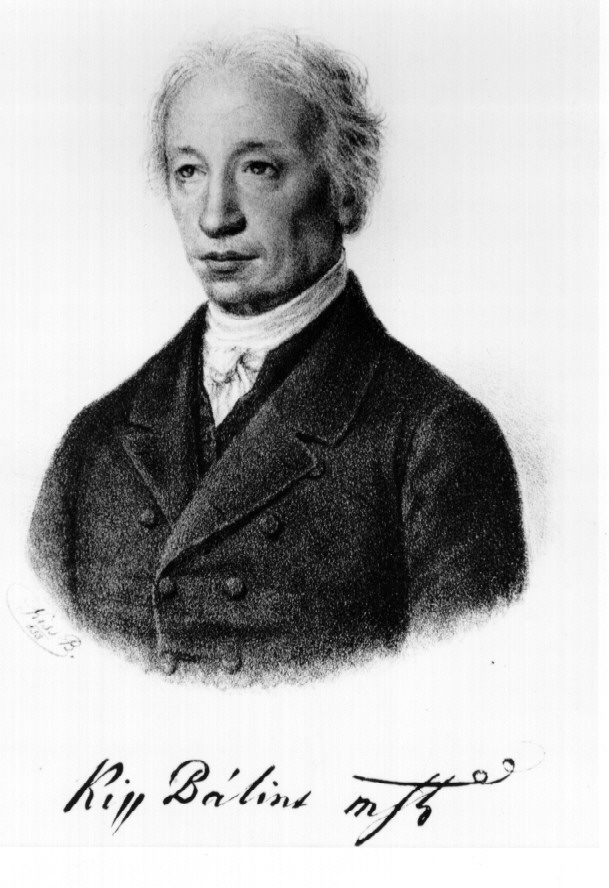
Ifj. Kiss Bálint rajza édesapjáról
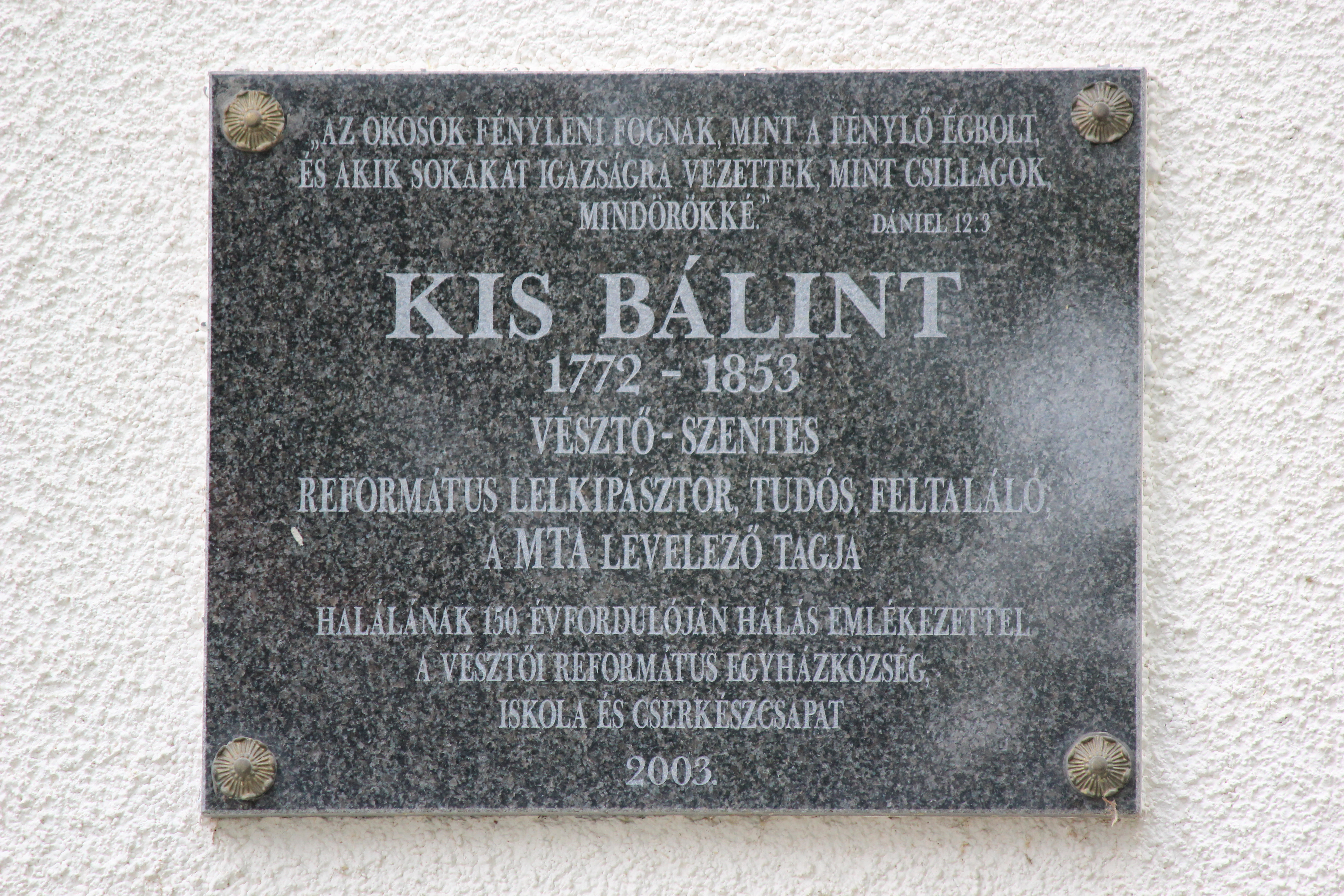
Emléktáblája szülővárosában, Vésztőn
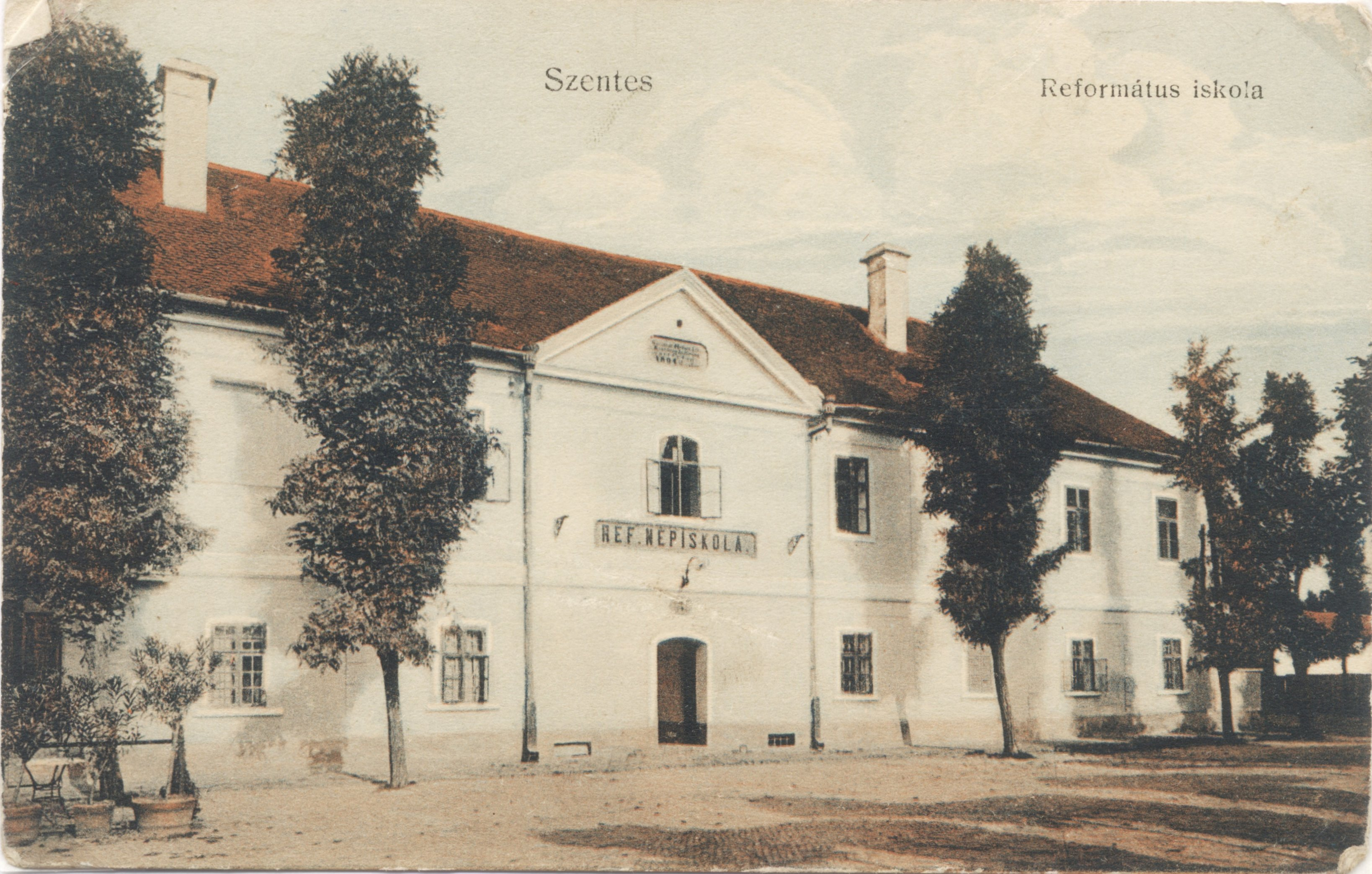
A Szentesi Református Népiskola (Untermüller Ernő színezett lapja, 1910)
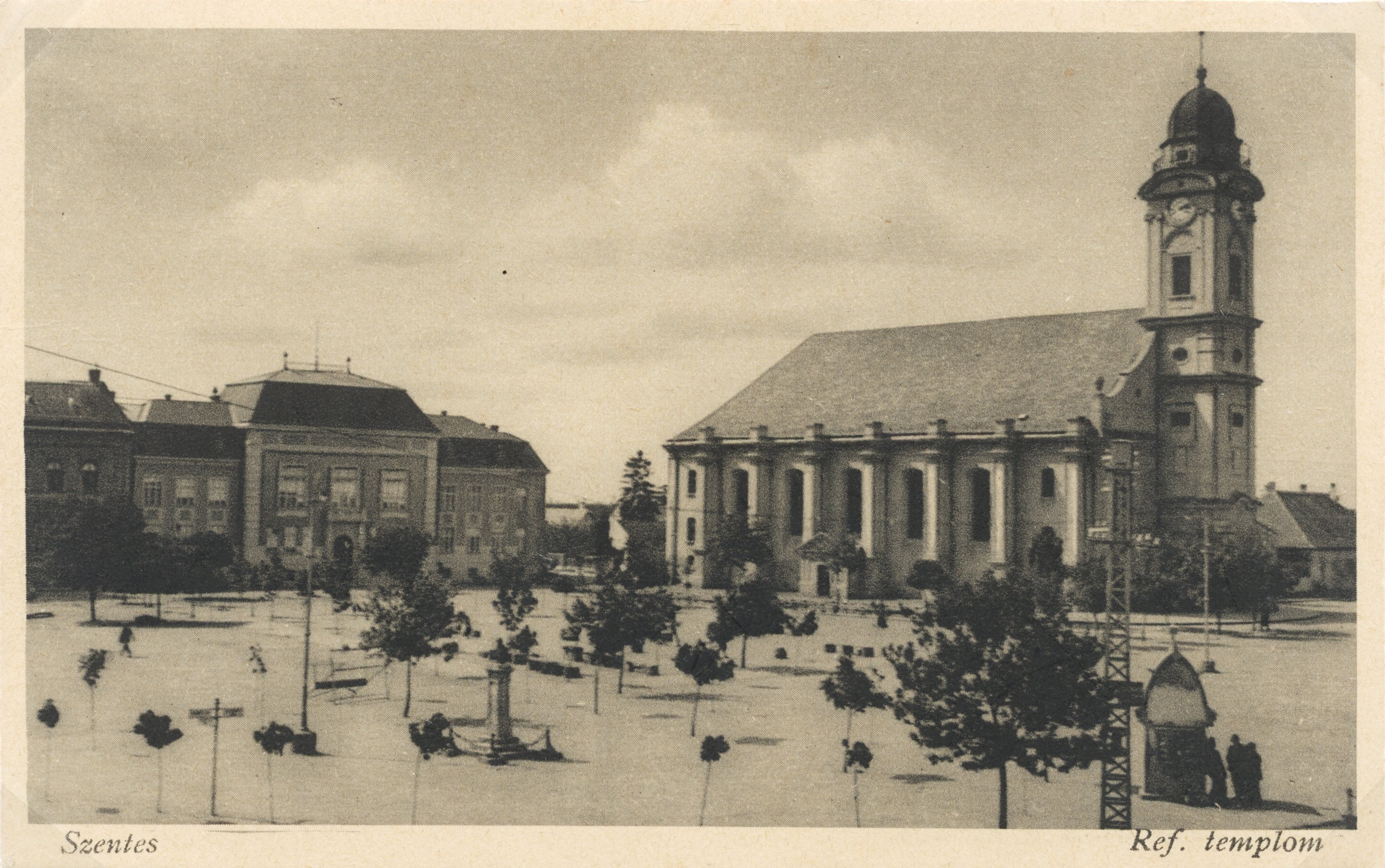
Az új Központi Református Népiskola és a nagytemplom (1930)
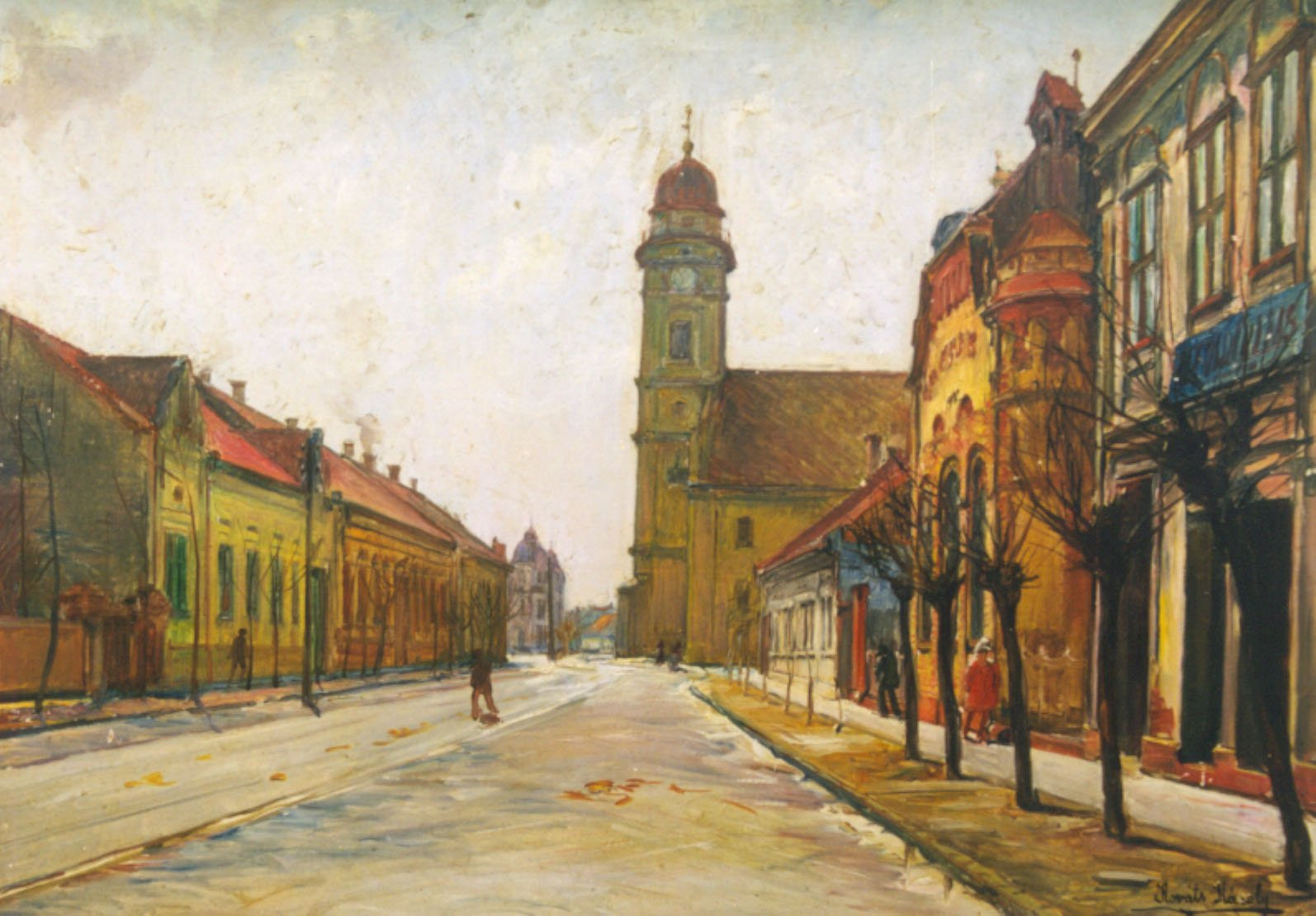
A Kiss Bálint utca (Kováts Károly festménye, 1924)
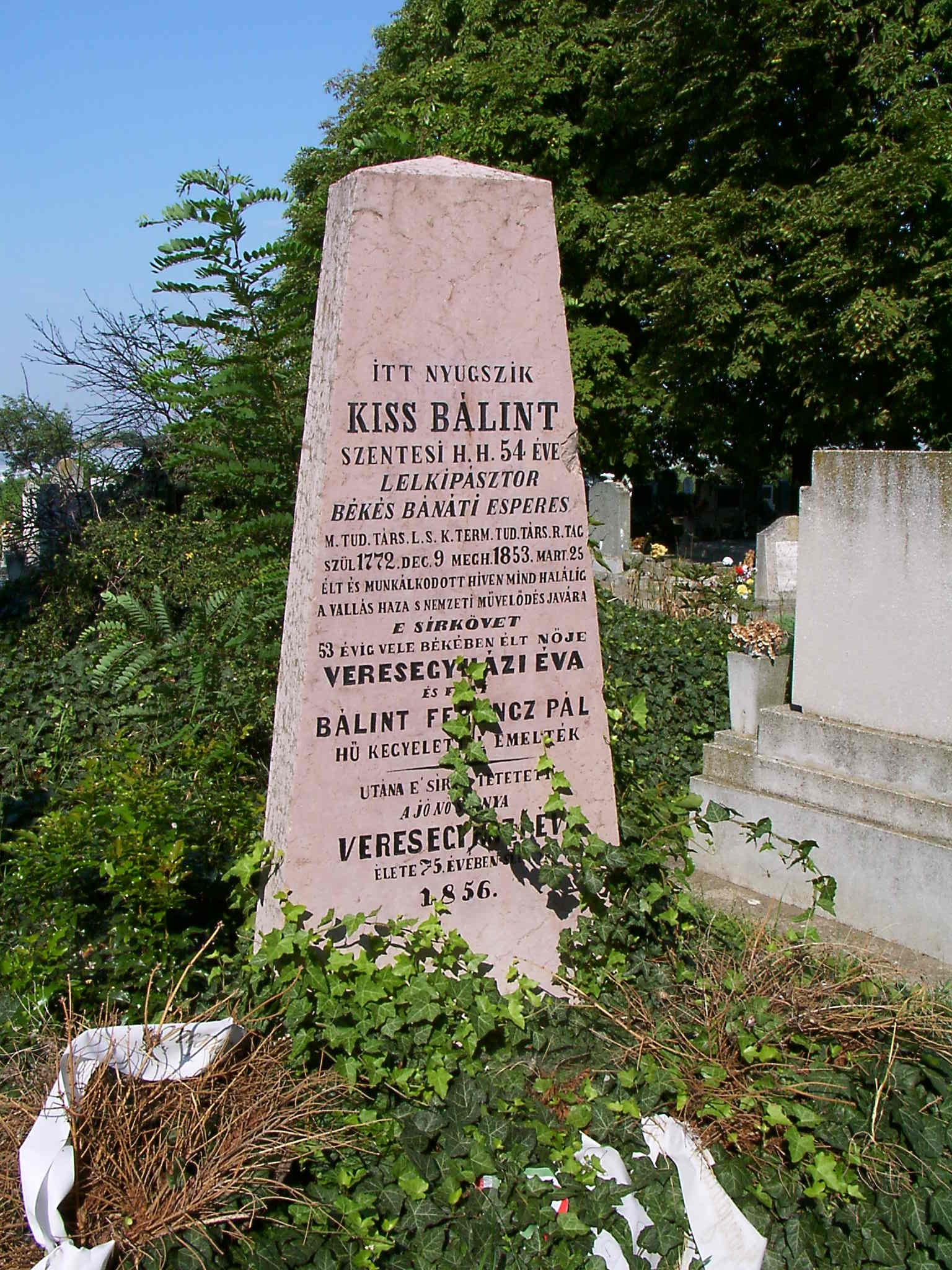
Kiss Bálint és felesége sírja a Szeder temetőben
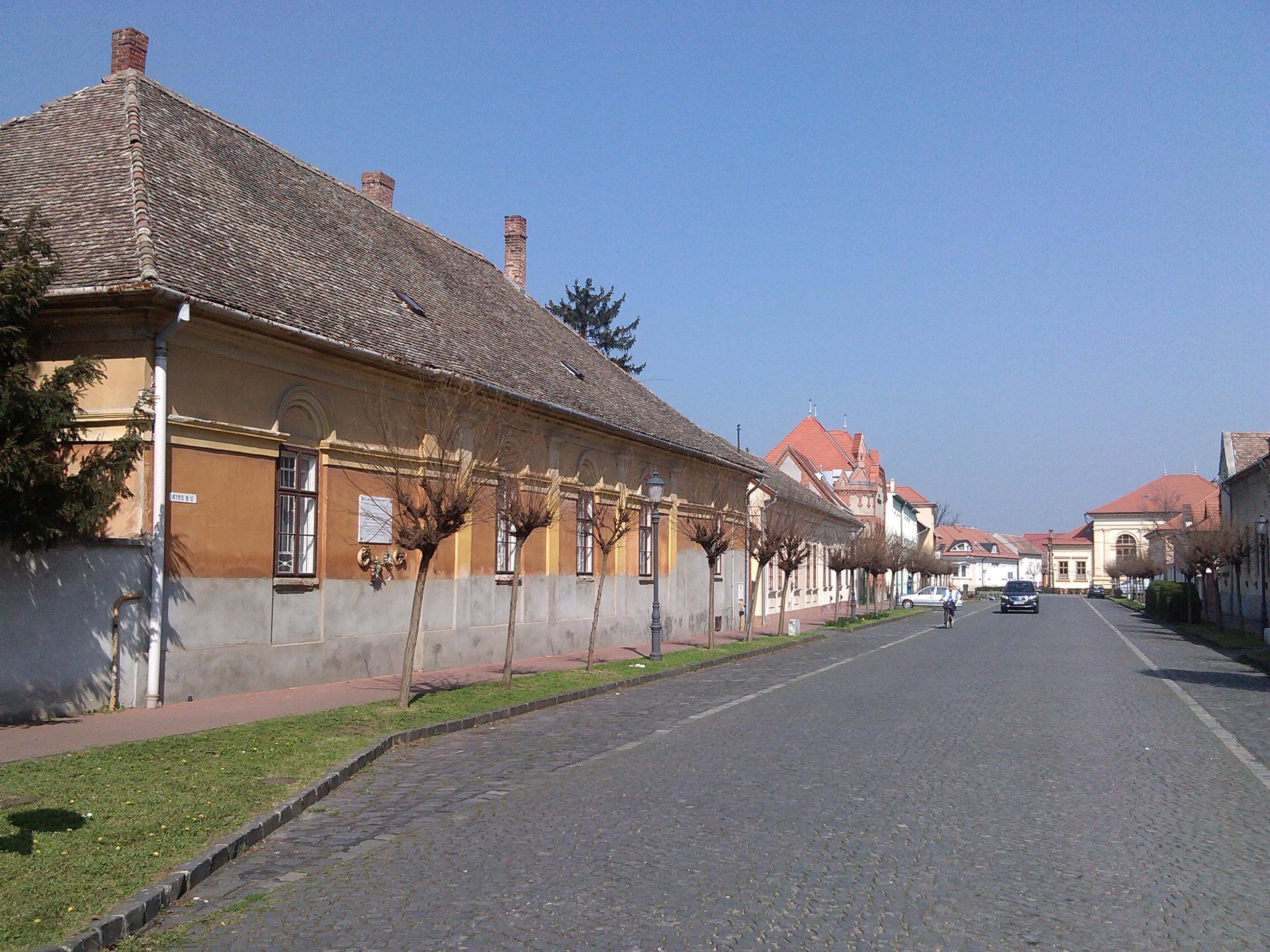
Szentes, Kiss Bálint utca, előtérben a lelkészlak
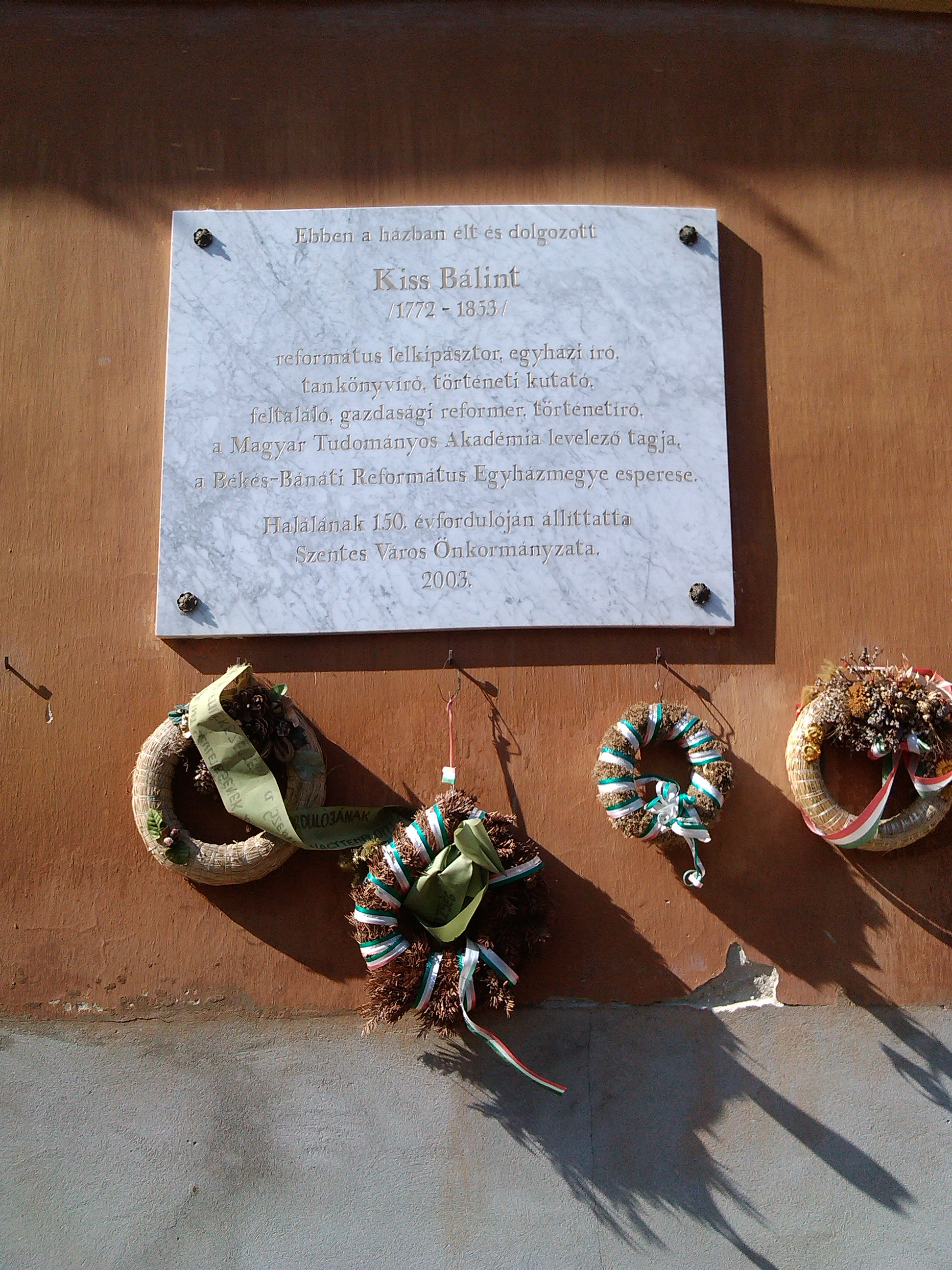
Kiss Bálint emléktáblája a lelkészlakon (Szentes, 2003)
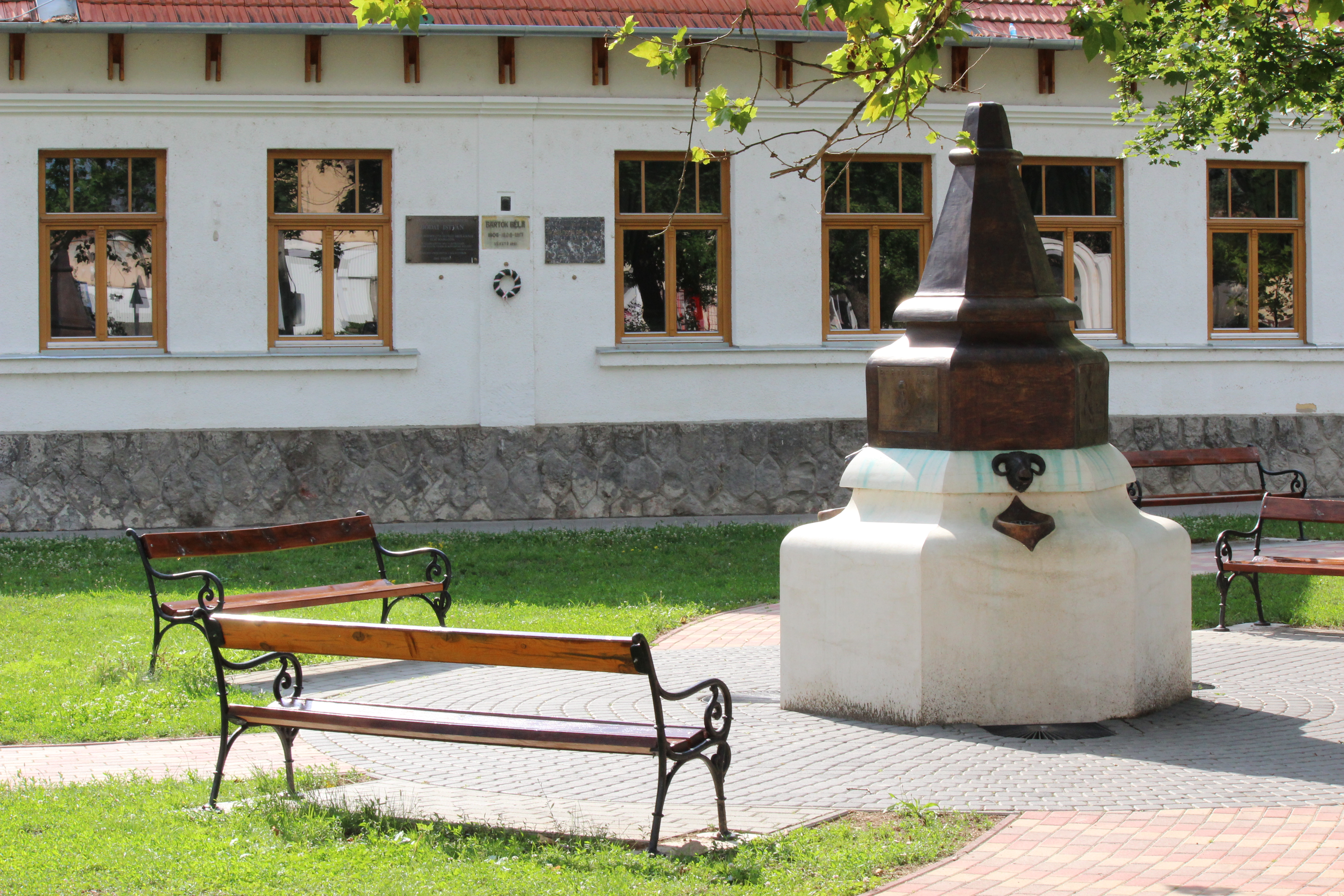
Díszkút Vésztőn, a róla elnevezett általános iskola előtt.
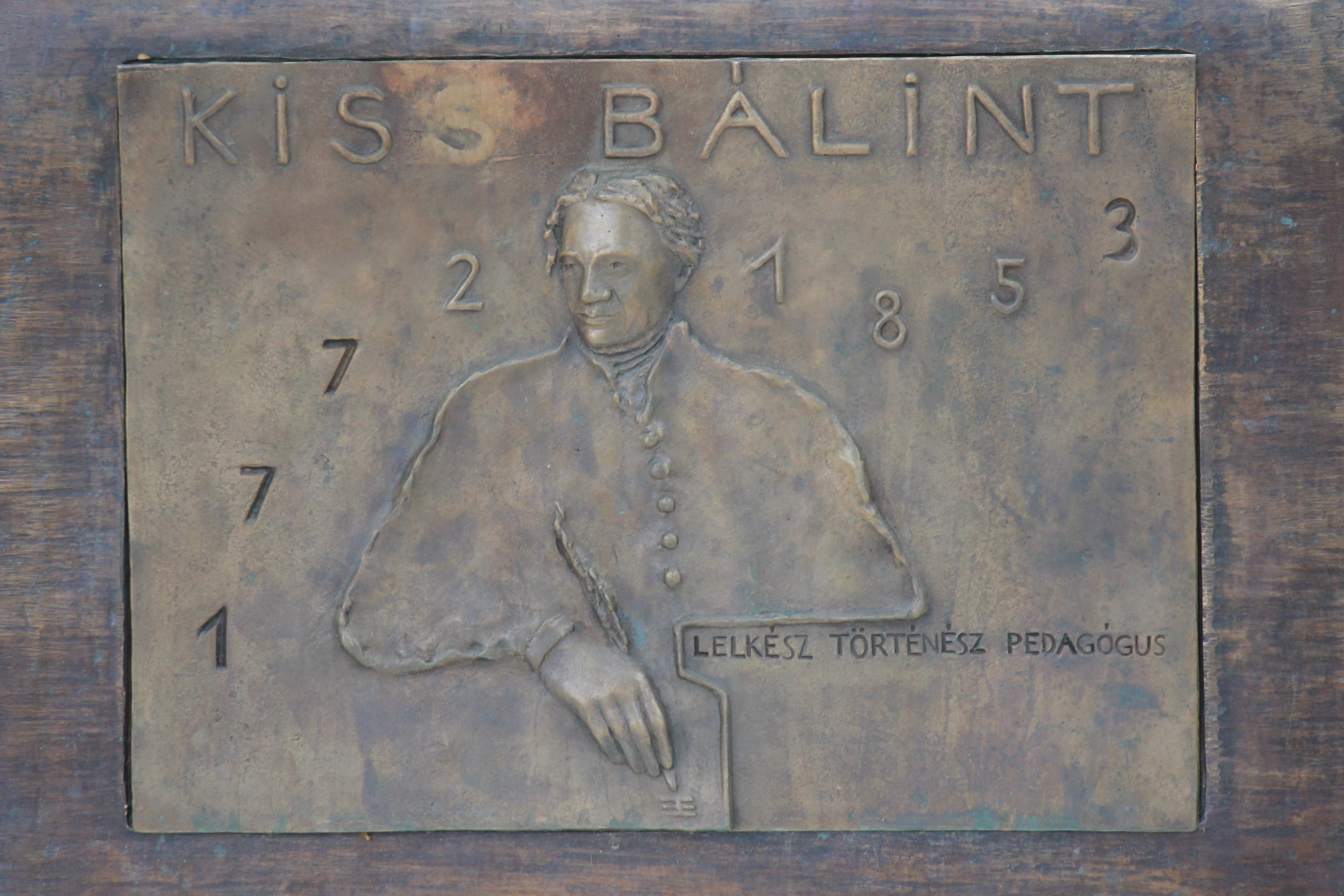
Emléktáblája a vésztői díszkúton